# Király SE
A Király SE (KSE) egy szombathelyi labdarúgó egyesület, amit Király Gábor és édesapja Király Ferenc alapítottak 2006-ban Szombathelyen, még Király Szabadidősport Egyesület néven. Az egyesület nevéből 2020-ban kikerült a szabadidősport szó, ezzel is jelezve, hogy a kezdeti tömegesítés helyett immár a minőségi utánpótlásképzésen van a hangsúly. A KSE az utánpótlás nevelésben az MLSZ által minősített, úgynevezett B tehetségközpont, amelyből összesen 28 van Magyarországon, Vas vármegyében az egyetlen. A B tehetségközpontokban preakadémiai képzés folyik, a tehetségek innen kerülhetnek a kiemelt tíz állami akadémia egyikére. 
Az egyesület szakmai partnerei a német Hertha BSC és a Leverkusen, a szlovákiai DAC 1904 is. A felvidéki együttes már le is igazolt a Király SE egyik tehetségét, a kapus Veszelinov Deniel 2020 nyarán került Dunaszerdahelyre, és azóta már az U21-es válogatott keretébe is meghívták. A KSE utánpótlás együttesei – U9-től egészen az U19-es korosztályig – az országos és regionális bajnokságokban szerepelnek, az igazolt játékosok száma mintegy 250 fő.

## Története
A felnőtt csapat a 2009/2010-es szezon óta tagja a Vas megyei I. osztály mezőnyének, az elmúlt évtized első felében középcsapat, az utóbbi években pedig rendre az élmezőnyhöz tartozik. A klub 2020 nyarán szerződtette az egykori 35-szörös válogatott Halmosi Pétert, aki a ’90-es évek végén a Szombathelyi Haladásban Király Gábor csapattársa volt, és nemzeti csapatban is futballoztak együtt. 2021-ben egy másik volt Haladás-játékos, a 422 profi mérkőzést maga mögött tudó Schimmer Szabolcs is csatlakozott a sárga-szürkékhez, a felnőtt megyei I-es gárda játékosaként, illetve az U12-es korosztály edzőjeként. A felnőtt együttes története legjobb eredményét a 2020/21-es szezonban érte el, miután 2. helyen végzett a bajnokságban. A következő idényben ismét második helyezett lett a csapat és elhódította a Halmosi Zoltán Vas Megyei Kupát.  A 2022-23-as idényben megismételte ezt a teljesítményét a gárda. Újra bajnoki második és kupagyőztes lett.
A 2023-24-es idény ugyanezt az eredményt hozta, a csapat megvédte címét a Halmosi Zoltán Vas Vármegyei Kupában és második helyen zárta a bajnokságot.
2025. február 22-én rangos vállalati innovációs díjat kapott a Király Sportegyesület
Az egyesület is pályázott a Joint Venture Szövetség által kiírt “Companies for the Future Award” díj különdíjára, amely a „Best Next Generation Company” elnevezést kapta. A gazdasági szakemberekből, cégvezetőkből álló zsűri ebben a kategóriában a Király Sportegyesület „A holnap sportolóinak innovatív fejlesztése” című pályázatát értékelte a legjobbnak, így a szombaton este, a budavári Lovardában megrendezett gálaesten elnökünk, Király Gábor vehette át ezt a rangos elismerést. A partner szervezetek a Brain Kinetik, a PTE ETK és a PBN.

## Létesítmény
A Király SE székhelye, a Király Sportlétesítmény (Szombathely, 9700, Temesvár utca 44.), Szombathely újperinti városrészén helyezkedik el, mintegy 6 hektár területen, ahol a parafa-granulátumos ízületkímélő műfüves pálya mellett két UEFA-szabvány méretű (105x68-as) élőfüves nagypálya és összesen öt edzőterület - élőfüves és műfüves, vegyesen - áll a klub labdarúgóinak rendelkezésére.

## Bajnoki eredmények
| Szezon  | Osztály | Bajnokság       | Helyezés | Kupa Főtábla |
| ------- | ------- | --------------- | -------- | ------------ |
| 2023-24 | 4       | Vas Vármegye I. | 2.       | 1.forduló    |
| 2022.23 | 4       | Vas Vármegye I. | 2.       | 2.forduló    |
| 2021-22 | 4       | Vas megye I.    | 2.       | X            |
| 2020–21 | 4       | Vas megye I.    | 2.       | 1.forduló    |
| 2019–20 | 4       | Vas megye I.    | 3.       | X            |
| 2018–19 | 4       | Vas megye I.    | 6.       | X            |
| 2017–18 | 4       | Vas megye I.    | 5.       | X            |
| 2016–17 | 4       | Vas megye I.    | 5.       | X            |
| 2015–16 | 4       | Vas megye I.    | 3.       | X            |
| 2014–15 | 4       | Vas megye I.    | 5.       | X            |
| 2013–14 | 4       | Vas megye I.    | 5.       | X            |
| 2012–13 | 4       | Vas megye I.    | 7.       | X            |
| 2011–12 | 4       | Vas megye I.    | 9.       | X            |
| 2010–11 | 4       | Vas megye I.    | 4.       | X            |
| 2009–10 | 4       | Vas megye I.    | 4.       | X            |
| 2008–09 | 5       | Vas megye II.   | 2.       | X            |
| 2007–08 | 6       | Vas megye III.  | 1.       | X            |